# Ildefons Herwegen

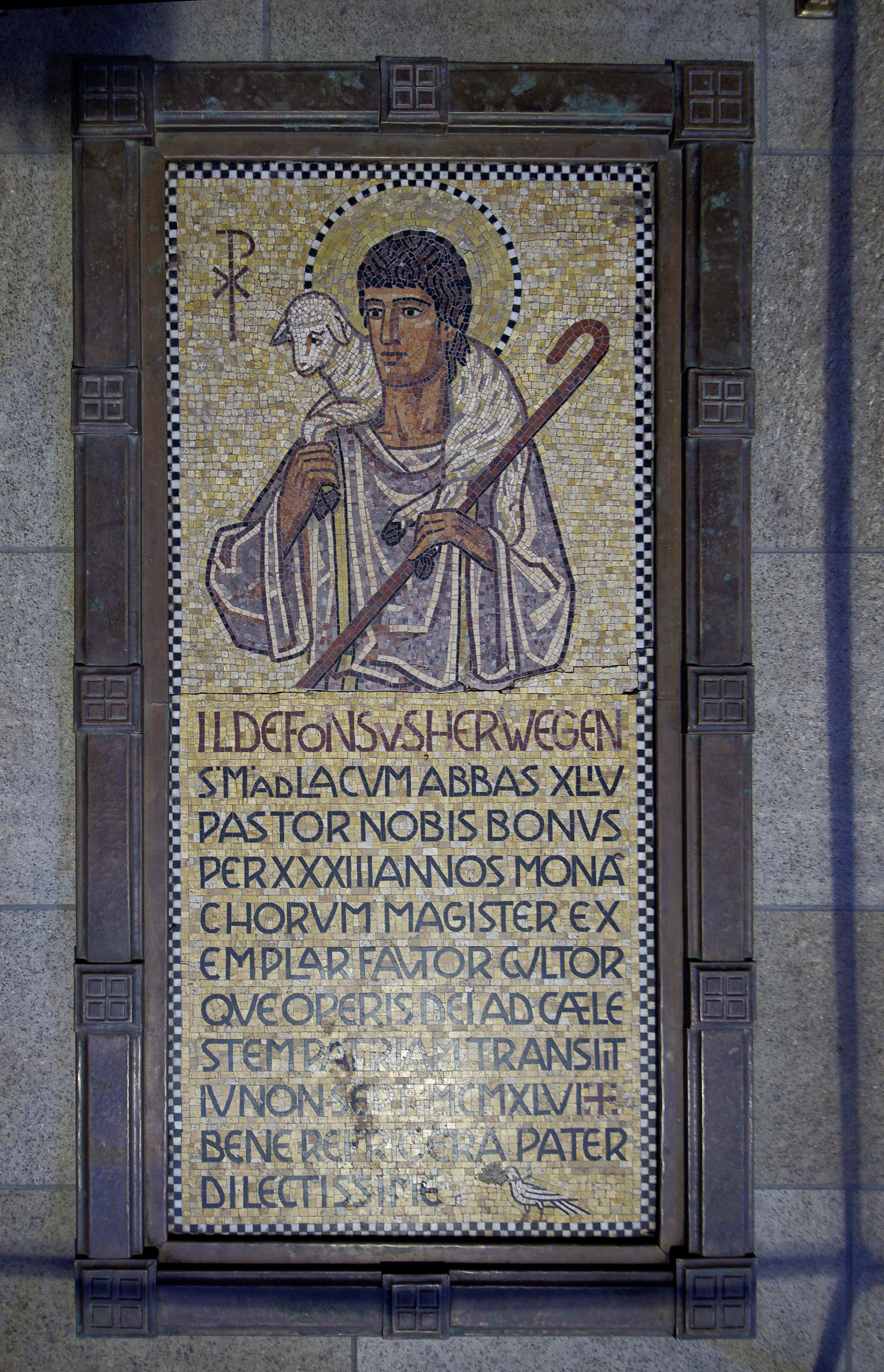
Mosaik als Grabplatte für Ildefons Herwegen

Ildefons Herwegen OSB (* 27. November 1874 in Junkersdorf bei Köln als Peter Herwegen; † 2. September 1946 in Maria Laach) war deutscher Benediktinermönch und Abt von Maria Laach, zudem Historiker und Liturgiker.

## Leben
Der Sohn eines Lehrers besuchte die Grundschule in Köln-Lindenthal und zunächst das Apostelgymnasium in Köln, dann ebenda das Kaiser-Wilhelm-Gymnasium und zuletzt das Gymnasium der Benediktinerabtei Seckau in der Steiermark. Dort entschloss er sich, in das Kloster Maria Laach einzutreten, er erhielt den Ordensnamen Ildefons und begann 1894 sein Noviziat. Er studierte Theologie an der Theologischen Hochschule der Benediktiner-Erzabtei Beuron und in Rom sowie Geschichte in Bonn. Im Jahre 1901 empfing er die Priesterweihe, wurde am 26. Juni 1913 vom Mönchskonvent einstimmig zum Abt von Maria Laach gewählt und am 7. Juli 1913 durch Bischof Michael Felix Korum benediziert. Dieses Amt übte er bis zu seinem Tod aus.

## Tätigkeit als Abt
Unter Ildefons Herwegen wurde die alte Benediktinerabtei am Laacher See zu einem der Kristallisationspunkte in den Diskussionen und Bemühungen um eine Neuorientierung des deutschen Katholizismus nach der Niederlage Deutschlands im Ersten Weltkrieg und dem Ende des wilhelminischen Obrigkeitsstaats. Herwegen förderte insbesondere eine Besinnung auf die zentrale Rolle der Liturgie, die Feier der Liturgie sollte teilnehmende Gläubige zusammenschließen und im Geiste miteinander verbinden und so die Gemeinschaft mit Gott in der Gemeinschaft der Kirche erlebbar machen. Er wurde damit zu einem Wegbereiter der Liturgiereform, die das Zweite Vatikanische Konzil, 20 Jahre nach seinem Tod, vollendete. Unter anderem arbeitete er mit Romano Guardini, Odo Casel, Heinrich Rohr und Johannes Pinsk zusammen und gab 1918 in seiner Schriftenreihe Ecclesia orans Guardinis Werk Vom Geist der Liturgie heraus. Casel betraute er 1921 mit der Herausgabe des Jahrbuchs der Liturgiewissenschaft. Seit 1922 förderte er den jungen Pater Stephanus Hilpisch. Virgil Michel, Hans Ansgar Reinhold und Godfrey Leo Diekmann, die eine führende Rolle in der Liturgischen Bewegung in den USA ab 1930 spielten, gehörten zum Kreis seiner Schüler oder besuchten Maria Laach zu Studienaufenthalten.
Herwegens politischer Standpunkt war der traditionellen Rolle der Kirche im Obrigkeitsstaat verpflichtet. Er befürwortete einen autoritären Staat, lehnte die demokratische Staatsform der Weimarer Republik und die Politik der katholischen Zentrumspartei ab. Herwegen hatte enge Beziehungen zu dem nationalkonservativen Kreis um Hitlers Vizekanzler Franz von Papen und begrüßte daher 1933 zunächst die neue nationalsozialistisch geführte Reichsregierung als Wiederherstellung der Einheit zwischen Volk und Staat und als Gegengewicht gegen Individualismus und Liberalismus. Doch müsse im neuen Staat auch genügend Raum für die Eigenständigkeit der katholischen Kirche sein. In Heinrich Bölls 1959 erschienenem Roman Billard um halbzehn hat Herwegens Biographie einen literarischen Niederschlag gefunden. Aus persönlicher Verbundenheit nahm Herwegen seinen einstigen Kölner Schulkameraden Konrad Adenauer für ein Jahr in der Abtei als Gast auf, als Adenauer im April 1933 seine politischen Ämter verloren hatte und von seinen nationalsozialistischen Gegnern bedroht wurde.
Als die katholische Kirche zunehmend Objekt staatlicher Gleichschaltung wurde und nachdem Herwegen 1935 für kurze Zeit Deutschland verlassen hatte, um einer befürchteten Verhaftung wegen Landesverrats zu entgehen, gewann er die Überzeugung, dass Nationalsozialismus und Christentum nicht vereinbar seien. Entsprechend der Linie der deutschen Bischöfe vermied er jedoch jede Konfrontation mit den nationalsozialistischen Behörden. Die Mönche überstanden politische und antikirchliche Säuberungskampagnen im Wesentlichen unversehrt und wurden auch während des „Klostersturms“ von 1941, in dem fast alle Klöster der Rheinprovinz aufgelöst wurden, nicht aus Maria Laach vertrieben.

## Zitate
Was auf religiösem Gebiet die Liturgische Bewegung ist, ist auf dem politischen Gebiet der Faschismus. – Der deutsche Mensch steht und handelt unter Autorität, unter Führerschaft, ... Wer nicht folgt, ist ein Schädling für die Gemeinschaft. ... Sagen wir ein rückhaltloses Ja zu dem neuen Gebilde des totalen Staates, das durchaus analog gedacht ist dem Aufbau der Kirche. Die Kirche steht in der Welt wie das heutige Deutschland in der Politik. Ildefons Herwegen auf der dritten soziologischen Sondertagung des Katholischen Akademikerverbandes Deutschlands, Maria Laach Juli 1933 (Lit.: Ruster S. 105).
Da der Führer des neuen Reiches in feierlicher Stunde erklärt hat, daß Deutschlands Zukunft sich auf den Fundamenten des Christentums aufbauen soll, da der oberste Hirte unserer heiligen Kirche den staatlichen Voraussetzungen katholischen Lebens im neuen Deutschland seine Zustimmung in Form eines Konkordates gegeben hat, sind wir deutsche Katholiken zur treuen Mitarbeit und zum opferbereiten Einsatz für das Wohl und Blühen unseres Vaterlandes aufgerufen. Ildefons Herwegen: Zum Geleit. In: Emil Ritter (Hg.): Katholisch-konservatives Erbgut. Eine Auslese für die Gegenwart. Herder Verlag, Freiburg 1934. (Lit.: Albert S. 103f.).
Den Nationalsozialismus sah ich nur als eine Durchgangsform zu einer neuen monarchischen Verfassung etwa nach englischem Vorbilde. Politisch ist die Monarchie in meinen Augen die erwünschte Staatsform für Deutschland (Deutsches Königtum), übrigens auch für Frankreich geblieben. ... Hitlers Rede am 21. März 1933 in der Garnisonskirche zu Potsdam schien die religiös-kirchlichen Befürchtungen zu bannen und der Abschluss des Konkordates im Sommer des gleichen Jahres gab über die Freiheit des kirchlichen Lebens anscheinend beruhigende Gewißheit. Wer konnte glauben – obgleich solche Stimmen laut wurden –, daß alle diese Versicherungen mit Wort und Unterschrift bewußte Lüge und abgefeimter Volksbetrug waren. ... Ich habe soviel Einblick in das Treiben großer und kleiner Parteibonzen gewonnen, daß mich alles, was mit dem Namen des Nationalsozialismus verbunden war, schon bald mit Abscheu und Ekel erfüllte. Da wo man mich in der Öffentlichkeit mit ihm zusammenbrachte, war es nur meine Absicht, den religiösen Belangen zu dienen. Daß diese Absicht vergeblich war, wurde mir aus dem Vorgehen des Nationalsozialismus sehr bald schon klar, und wenn man nun noch beobachten mußte, wie, während man dem deutschen Volke Friedenshymnen vorsang, der gewollte Krieg mit aller Perfidie vorbereitet wurde, so erkannte man auch schon bald, welchem Abgrund Deutschland zutaumelte. Ildefons Herwegen: Erinnerungen eines Abtes. Archiv Abtei Maria Laach 1945/46. (Lit.: Albert S. 239f.).

## Sonstiges
Eine Grundschule in Köln-Junkersdorf wurde nach ihm benannt. Um das geistige Erbe Herwegens zu bewahren und die wissenschaftlichen Arbeiten im Kloster fortzuführen, gründete sein Nachfolger Abt Basilius Ebel 1948 das Abt-Herwegen-Institut für liturgische und monastische Forschung. Dessen Vorsitzender ist der Politikwissenschaftler Werner Weidenfeld, ein Neffe von Ildefons Herwegen.

## Schriften
- Maria-Laach In: The Catholic Encyclopedia 1910 (englisch, übertragen von M. Donahue)
- Das Kunstprinzip in der Liturgie Junfermann, Paderborn 1912
- Germanische Rechtssymbolik in der Römischen Liturgie Winter, Heidelberg 1913
- Die heilige Hildegard von Bingen und Guibert von Gembloux In: Alte Quellen neuer Kraft Verlag L. Schwann, Düsseldorf 1920
- Alte Quellen neuer Kraft Verlag L. Schwann, Düsseldorf 1920[3]
- Der heilige Benedikt Verlag L. Schwann, Düsseldorf 1926[3], Neuauflage: Patmos Verlag, Düsseldorf 1980, ISBN 3-491-77347-4
- Sinn und Geist der Benediktinerregel Benziger Verlag, Einsiedeln 1944

## Einzelbelege
1. ↑  Klaus Breuning: Die Vision des Reiches Hueber, München 1969, S. 207–209
2. ↑  Dagmar Pöpping, Abendland. Christliche Akademiker und die Utopie der Antimoderne 1900-1945 Metropol Verlag, Berlin 2002, 173 ff.
3. 1 2  P. Dr. Adalbert Schippers O.S.B.: Führer durch die Abteikirche Maria Laach, Verlag L. Schwann, Düsseldorf 1930